# Begeleid wonen
Begeleid wonen is in Vlaanderen en Nederland een ambulante begeleidingsvorm voor personen met een beperking  of voor mensen van de bijzondere jeugdzorg of mbo klanten die zelfstandig wonen of zelfstandig willen gaan wonen en graag wat extra ondersteuning krijgen.

## Doelgroep
De doelgroep van begeleid wonen zijn doorgaans meerderjarige personen met een lichte tot matige verstandelijke, motorische, sensoriële of autistische beperking die zelfstandig kunnen wonen, maar gedurende een beperkt aantal uren per week nood hebben aan begeleiding op psycho-sociaal vlak maar ook op vlak van dagelijkse activiteiten.  Een persoon die zich inschrijft heeft tevens een erkenning van het Vlaams Agentschap voor Personen met een Handicap voor ondersteuning door een dienst Begeleid Wonen of voor een intensere vorm van ondersteuning. Een motivatie om zelfstandig te leven is ook nodig.
Begeleid zelfstandig wonen is in Vlaanderen tevens een voorziening van de bijzondere jeugdzorg. Het wordt aan minderjarigen die in een pleeggezin of opvangtehuis verblijven toegestaan als overgang naar volledige zelfstandigheid bij hun meerderjarigheid.

## Basisprincipes
De vraag tot begeleiding komt van de cliënt zelf. Samen met een begeleider wordt bekeken op welke vlakken de cliënt begeleiding wil. 
Personen die begeleid willen wonen, wonen alleen of met een partner en/of kinderen of hebben de wens zelfstandig te wonen. Ze wonen in de regio van de dienst of gaan er wonen, en zijn bereid om samen met de begeleider een begeleidingsovereenkomst op te stellen en te ondertekenen waarin de werkterreinen en afspraken vermeld staan.

## Zorgzwaartepakketten
Afhankelijk van de zorgvraag wordt er besloten tot een zorgzwaartepakket. Ze zijn genummerd van 1 t/m 10. De verdeling is als volgt:
1. Beschut wonen met enige begeleiding
2. Beschut wonen met begeleiding en verzorging
3. Beschut wonen met begeleiding en intensieve verzorging
4. Beschut wonen met intensieve begeleiding en uitgebreide verzorging
5. Beschermd wonen met intensieve dementiezorg
6. Beschermd wonen met intensieve verzorging en verpleging
7. Beschermd wonen met zeer intensieve zorg, vanwege specifieke aandoeningen, met de nadruk op begeleiding
8. Beschermd wonen met zeer intensieve zorg, vanwege specifieke aandoeningen, met de nadruk op verzorging/verpleging
9. Herstelgerichte behandeling met verpleging en verzorging
10. Beschermd verblijf met intensieve palliatief-terminale zorg